# (2041) Lancelot
(2041) Lancelot es un asteroide perteneciente al cinturón de asteroides descubierto el 24 de septiembre de 1960 por Ingrid van Houten-Groeneveld, Cornelis Johannes van Houten y Tom Gehrels desde el observatorio del Monte Palomar, Estados Unidos.

## Designación y nombre
Lancelot fue designado al principio como 2523 P-L.
Posteriormente se nombró por Lanzarote del Lago, uno de los legendarios caballeros de la Mesa Redonda.

## Características orbitales
Lancelot está situado a una distancia media de 3,155 ua del Sol, pudiendo acercarse hasta 2,524 ua y alejarse hasta 3,785 ua. Su excentricidad es 0,1999 y la inclinación orbital 2,981°. Emplea en completar una órbita alrededor del Sol 2046 días.